# アーンスト・アンド・ヤング
アーンスト・アンド・ヤング （Ernst & Young、略称EY）は、ロンドンを本拠地とし世界各国で会計、税務、コンサルティングなどのプロフェッショナル・サービス事業を展開するサービス企業であり、世界4大会計事務所 (Big4)の一角を占める。
日本ではEY Japanとして活動を展開している。

## 概要
世界150ヶ国、700都市に展開している。デロイト トウシュ トーマツ、KPMG、プライスウォーターハウスクーパースと並び、世界4大会計事務所・総合コンサルティングファーム (Big 4) の一角を占める。
2017年度には、Universum社による"World’s Most Attractive Employers"(世界トップレベルの大学生、大学院生の就職人気ランキング)においてプロフェッショナルサービスでトップ(ビジネス全体では3位)を獲得した。

## 沿革
EYは多くの会計事務所の合併の結果成立した。もっとも古いパートナーシップは、1849年にイングランドで開業したハーディング&プレイン（Harding & Pullein）である。同年アメリカ人のフレデリック・ウィニー（Frederick Whinney）が事務所に入り、1859年にはパートナーとなった。彼は同じく会計士となった息子たちもパートナーとし、事務所名を1894年にウィニー・スミス&ウィニー（Whinney, Smith & Whinney）に変えた。
1903年、アメリカ合衆国のクリーブランドではアーウィンとセオドアのアーンスト兄弟によりアーンスト&アーンスト（Ernst & Ernst）が設立され、1906年にはシカゴでスコットランド系人のアーサー・ヤングがアーサー・ヤング&カンパニー（Arthur Young & Company）を設立した。
1924年にはこれらアメリカの会計事務所は、イギリスの重要な会計事務所との間で提携を結んだ。アーサー・ヤングはブローズ・パターソン&カンパニー（Broads Paterson & Co.）と、アーンストはウィニー・スミス&ウィニーと提携した。この提携関係は後に国際間合併へと進んだ。1979年、まずアーンスト&ウィニー（Ernst & Whinney）が成立し世界第4位のファームとなった。1989年、業界4位のアーンスト&ウィニーと業界5位のアーサー・ヤングは合併し、アーンスト&ヤング（EY）が誕生した。
合併前、各ファームは顧客である多国籍企業へのサービスのため世界各国に事務所を開いていた。1979年、アーサー・ヤングのヨーロッパにおける複数の事務所が地元の大手会計事務所に加わり、これらはアーサー・ヤング・インターナショナルの会員ファームとなった。1989年の大合併でEYが成立すると、世界各地の旧アーンスト&ウィニーの事務所と旧アーサー・ヤングの会員ファームが次々合併した。
EYはさらにグローバル化に向け約140の加盟国を4つの統合されたエリア（アメリカズエリア、アジアパシフィックエリア、日本エリア、EMEIAエリア（欧州・中東・インド・アフリカ）に再編し、世界のあらゆるマーケットで均一で高品質なサービスを提供できる体制を整備している。それぞれの地域は、世界本部の役員会への参加者であるエリア・マネージング・パートナー（EMP）のもと、単一の管理部門を置き、ビジネスモデルの統一を進めている。
このうち、日本エリアはEYジャパン合同会社を中心とするEY Japanのみで構成されている。なお、日本エリアのEMPには慣例的に新日本有限責任監査法人の理事長が兼任していたが、東芝事件の影響を受け、2016年3月より米国のEYノースイーストよりScott K. Hallidayが就任している。

## 業務
- アシュアランス・サービス（Assurance Services）

会計監査業務。EYはこの分野ではビッグフォーの中でも最大の収入を上げている。
- グローバル・タックス・アドバイザリー（Global Tax Advisory Services、GTAS）

税務アドバイザリー業務
- コンサルティング（Consulting）

コンサルティング業務。
業種別に深い知見をもつセクターチームと、コンピテンシー軸の「ビジネス・コンサルティング」、「テクノロジー・コンサルティング」、「ピープル・アドバイザリー・サービス」のコラボレーションにより、多様なコンサルティングサービスを提供する。社会課題の解決に取り組む「ストラテジックインパクト」、M&Aを中心とした「外部活用」による企業価値向上にコミットする「ストラテジックバリューエンハンスメント」、日本企業の海外展開を支援する「ジャパンアウトバンドビジネス」がクロスセクターとして活動する。
- ストラテジー・アンド・トランザクション（Strategy and Transactions）

財務アドバイザリー、およびトランザクション（企業活動における各種取引）に関わる各種サービス提供。財務・税などの分析（デューデリジェンス）、M&Aなど大きな提携や買収などの判断の助けとなる分析データの提供、M&Aなどに関わる買収戦略・提携交渉・買収後の人的資源や事業や資産の再配置などの支援を行う。また、2014年に買収したUSの戦略ファームパルテノンを擁するEY-Parthenonチームは戦略コンサルティングサービスも行う。

### 合併計画及び企業分割
1997年9月、プライス・ウォーターハウス（Price Waterhouse）とクーパーズ&ライブランド（Coopers & Lybrand）が合併しプライスウォーターハウスクーパース（PwC）が誕生することが発表された。これに刺激を受けたEYは同年10月、KPMGと世界事業を合併し世界最大の会計・プロフェッショナルサービスファームを作る計画を発表した。外部コンサルタントにより、合併後の名は両ファームのロゴにちなみ「BlueBox」とする提案もなされた。しかし、顧客の反対・独占禁止法の問題・コスト問題や異なる企業文化の統合の問題などから、1998年2月に計画は霧散した。
1980年代および1990年代にEYはじめ会計大手はコンサルティング部門の拡大に相当な力を注いだ。これに対し証券取引委員会（SEC）や投資家たちは、会計事務所内のコンサルタント部門と監査部門で利益相反が起こる可能性を指摘し始めた。2000年5月、EYはコンサルティング部門を当時の五大会計事務所（ビッグファイブ）の中で最初に全面的に切り離し、フランスのコンサルタント企業キャップジェミニに110億ドルで売却した。
2002年、ビッグファイブの一角だったアーサー・アンダーセンが不祥事で消滅すると、EYはアメリカ・イギリス・オランダ以外の業務の多くを合併した。

### 評価
- ビジネス・ウィーク誌による2008年度"Best Places To Launch a Career"ランキングで第1位を獲得
- フォーチュン誌による2009年度"100 Best Companies to Work For"ランキングで第44位、世界4大会計事務所 (Big 4) 中最高位を獲得
- Universum社による2011年度"America's Ideal Employers"（新卒学生による就職人気企業ランキング）で第4位、世界ランキングで第3位を獲得、2019年では世界ランキング2位を獲得
- フォーブス誌による2012年度"The Best Accounting Firms to Work"（会計事務所ランキング）において第1位を獲得

## 日本における活動
日本においては統括会社であるEYジャパン合同会社のもと、アシュアランス（EY新日本有限責任監査法人）、コンサルティングとトランザクション（EYストラテジー・アンド・コンサルティング株式会社）、税務（EY税理士法人）などを行っている。
2007年にはPwCの日本における提携先だったみすず監査法人の事業の多くの移管を受けた。